# Chester Cup
 (mai 2012).
Si vous disposez d'ouvrages ou d'articles de référence ou si vous connaissez des sites web de qualité traitant du thème abordé ici, merci de compléter l'article en donnant les références utiles à sa vérifiabilité et en les liant à la section « Notes et références ».
La Chester Cup est une course hippique de plat disputée en Angleterre, et ouverte aux pur-sang âgés de 4 ans et plus. Elle est courue chaque année au mois de mai sur l'hippodrome de Chester, sur une distance d'environ 3800 mètres.